# Калачковецька сільська рада
Калачкове́цька сільська́ ра́да — адміністративно-територіальна одиниця та орган місцевого самоврядування в Кам'янець-Подільському районі Хмельницької області. Адміністративний центр — село Калачківці.

## Загальні відомості
Калачковецька сільська рада утворена в 1921 році.
- Територія ради: 33,51 км²
- Населення ради: 2 239 осіб (станом на 2001 рік)
- Територією ради протікає річка Студениця

## Населені пункти
Сільській раді були підпорядковані населені пункти:
- с. Калачківці
- с. Демшин
- с. Патринці
- с. Рогізна
- с. Субіч

## Склад ради
Рада складалася з 18 депутатів та голови.
- Голова ради: Безродний Юрій Васильович
- Секретар ради: Говоровська Оксана Вікентіївна

### Керівний склад попередніх скликань
| Прізвище, ім'я, по батькові | Основні відомості                                                 | Дата обрання | Дата звільнення |
| --------------------------- | ----------------------------------------------------------------- | ------------ | --------------- |
| Безродний Юрій Васильович   | Сільський голова, 1972 року народження, освіта вища               | 26.03.2006   | 31.10.2010      |
| Безродний Юрій Васильович   | Сільський голова, 1972 року народження, освіта вища, безпартійний | 31.10.2010   |                 |

Примітка: таблиця складена за даними сайту Верховної Ради України

### Депутати
За результатами місцевих виборів 2010 року депутатами ради стали:

#### За суб'єктами висування
| Суб'єкт висування                 | Кількість обраних депутатів | %    |
| --------------------------------- | --------------------------- | ---- |
| Самовисування                     | 13                          | 72,2 |
| Народна партія                    | 3                           | 16,7 |
| Партія регіонів                   | 1                           | 5,6  |
| Політична партія «Сильна Україна» | 1                           | 5,6  |

#### За округами
| № округу                          | Прізвище, ім'я, по батькові        | Дата визнання обраним | Освіта             | Партійна приналежність                  | Відомості про обраного депутата                        |
| --------------------------------- | ---------------------------------- | --------------------- | ------------------ | --------------------------------------- | ------------------------------------------------------ |
| Народна Партія                    |                                    |                       |                    |                                         |                                                        |
| 3                                 | Срібняк Микола Степанович          | 02.11.2010            | середня            | член Народної партії                    | НПП «Подільські Товтри», інспектор                     |
| 5                                 | Срібняк Володимир Миколайович      | 02.11.2010            | вища               | член Народної партії                    | НПП «Подільські Товтри», лісничий                      |
| 6                                 | Любченко Анатолій Володимирович    | 02.11.2010            | середня            | член Народної партії                    | тимчасово не працює                                    |
| Партія регіонів                   |                                    |                       |                    |                                         |                                                        |
| 10                                | Кузнець Юрій Петрович              | 02.11.2010            | вища               | член Партії регіонів                    | ПП «Галант», заступник директора                       |
| Політична партія «Сильна Україна» |                                    |                       |                    |                                         |                                                        |
| 4                                 | Думанська Надія Василівна          | 02.11.2010            | середня спеціальна | член Політичної партії «Сильна Україна» | тимчасово не працює                                    |
| Самовисування                     |                                    |                       |                    |                                         |                                                        |
| 1                                 | Безродний Валентин Васильович      | 02.11.2010            | вища               | позапартійний                           | приватний підприємець                                  |
| 2                                 | Мельник Тетяна Василівна           | 02.11.2010            | середня спеціальна | позапартійна                            | Калачковецька сільська рада, бухгалтер                 |
| 7                                 | Смаковський Василь Іванович        | 02.11.2010            | середня спеціальна | позапартійний                           | КП «Міськтеплоенерго», охоронець                       |
| 8                                 | Коритнік Василь Іванович           | 02.11.2010            | середня            | позапартійний                           | пенсіонер                                              |
| 9                                 | Касянчук Анатолій Володимирович    | 02.11.2010            | середня спеціальна | позапартійний                           | пенсіонер                                              |
| 11                                | Говоровська Оксана Вікентіївна     | 02.11.2010            | вища               | позапартійна                            | Калачківська сільська рада, секретар                   |
| 12                                | Юргилевич Галина Іванівна          | 02.11.2010            | середня спеціальна | позапартійна                            | пенсіонер                                              |
| 13                                | Величко Інна Олексіївна            | 02.11.2010            | середня спеціальна | позапартійна                            | Бібліотека с. Калачківці, бібліотекар                  |
| 14                                | Власова Ганна Петрівна             | 02.11.2010            | середня спеціальна | позапартійна                            | Калачковецька сільська рада, спеціаліст землевпорядник |
| 15                                | Гончарук Лідія Миколаївна          | 02.11.2010            | середня спеціальна | позапартійна                            | Районний територіальний центр, соціальний працівник    |
| 16                                | Продан Наталія Григорівна          | 02.11.2010            | середня            | позапартійна                            | Районний територіальний центр, соціальний працівник    |
| 17                                | Палилюлько Олександр Олександрович | 02.11.2010            | вища               | член Партії регіонів                    | Держрибохорона, інспектор                              |
| 18                                | Рудковська Оксана Володимирівна    | 02.11.2010            | вища               | позапартійна                            | Рогізнянська загальноосвітня школа, вчитель            |